# Hydrobiosis silvicola
Hydrobiosis silvicola är en nattsländeart som beskrevs av Mcfarlane 1951. Hydrobiosis silvicola ingår i släktet Hydrobiosis och familjen Hydrobiosidae. Inga underarter finns listade i Catalogue of Life.